# Дибромоиодат(I) цезия
Дибромоиодат(I) цезия — неорганическое соединение, полигалогенид цезия с формулой CsIBr2, растворяется в воде.

## Получение
- Реакция брома с иодидом цезия:

{\displaystyle {\mathsf {CsI+Br_{2}\ {\xrightarrow {}}\ CsIBr_{2}}}}
- К раствору бромида цезия добавляют иод и бром:

{\displaystyle {\mathsf {2CsBr+I_{2}+Br_{2}\ {\xrightarrow {}}\ 2CsIBr_{2}}}}

## Физические свойства
Дибромоиодат(I) цезия образует красные кристаллы ромбической сингонии, пространственная группа P mcn, параметры ячейки a = 0,6634 нм, b = 0,9567 нм, c = 1,0958 нм, Z = 4.